# Chiny (rejon szarkowszczyński)
Chiny – dawny majątek. Tereny, na których leżał, znajdują się obecnie na Białorusi, w obwodzie witebskim, w rejonie szarkowszczyńskim, w sielsowiecie Stanisławowo.

## Historia
W czasach zaborów w powiecie dzisieńskim, w guberni wileńskiej Imperium Rosyjskiego.
W latach 1921–1945 folwark a następnie majątek leżał w Polsce, w województwie wileńskim, w powiecie dziśnieńskim, w gminie Szarkowszczyzna.
Według Powszechnego Spisu Ludności z 1921 roku zamieszkiwały tu 32 osoby, 7 było wyznania rzymskokatolickiego, 2 prawosławnego a 23 mojżeszowego. Jednocześnie 7 mieszkańców zadeklarowało polską, 2 białoruską a 23 żydowską przynależność narodową. Było tu 5 budynków mieszkalnych. W 1931 w 3 domach zamieszkiwało 30 osób.
Wierni należeli do parafii rzymskokatolickiej i prawosławnej w Szarkowszczyźnie. Miejscowość podlegała pod Sąd Grodzki w Głębokiem i Okręgowy w Wilnie; właściwy urząd pocztowy mieścił się w Szarkowszczyźnie.